# Maria Ellend
Maria Ellend ist eine Ortschaft und eine Katastralgemeinde der Gemeinde Haslau-Maria Ellend im Bezirk Bruck an der Leitha in Niederösterreich. Die Ortschaft hat 1101 Einwohner (Stand 1. Jänner 2024).

## Geografie
Der alte Marien-Wallfahrtsort mit einer Lourdesgrotte befindet sich östlich der Stadt Fischamend an der Donau und wird von der Pressburger Straße erschlossen. Zur Ortschaft zählt auch das östlich angebaute Dorf Neu Haslau sowie der ehemalige Gutshof Ellender Hof.

## Geschichte
Die mittelalterliche Ortsanlage war vermutlich 700 m westlich der heutigen Ansiedlung. Im Jahr 1450 wurde als Filiale von Fischamend eine Kirche errichtet. Nach deren Zerstörung im Jahr 1529 durch die Türken wurde eine neue errichtet. Nach der 2. Türkenbelagerung 1683 verfiel die Kirche. 1770 erfolgte der Abbruch der alten Kirche und ein Neubau an der neu angelegten Reichsstraße. Um 1910 erfolgte die Errichtung der Wallfahrtsanlagen mit Entstehung des Ortsteiles Neu-Haslau.
Laut Adressbuch von Österreich waren im Jahr 1938 in der Ortsgemeinde Maria Ellend ein Bäcker, drei Devotionalienhändler, ein Fleischer, sieben Gastwirte, zwei Gemischtwarenhändler, ein Hotel, zwei Korbflechter, eine Marktfahrerin, eine Trafikantin, ein Versicherungsagent, drei Zuckerwarenhändler und mehrere Landwirte ansässig.